# Народна библиотека „Бранко Радичевић“ у Дервенти
Народна библиотека „Бранко Радичевић“ у Дервенти од свог оснивања 1945. године од прве основане библиотеке и првог вида овакве институцује па до данас представља најзначајнијег носиоца културних активности на подручју Дервенте. Библиотека се налази у улици Трг Ослобођења бр.2, на територији општине Дервента. Библиотека представља стуб културе и знања, што доказује дуготрајно трајање ове институције.

## Историјат
У Библиотеку је прерасла из једне од најстаријих читаоница у бившој Босни и Херцеговини која је основана 1888. године. До 1988. године је пословала као самостална установа да би потом промијенила име у Библиотечки културни и андрагошки центар, који је у свом саставу имао радну јединицу Библиотеку као основну дјелатност, те Завичајни музеј, Дом културе, кино и образовање одраслих. У склопу Библиотечког и андрагошког центра постојала је до 1992. године, односно, до почетка ратних сукоба на просторима БиХ. У току ратних сукоба на територији општине Дервента библиотека је уништена, а самим тим укупан књижни фонд.
Бибилиотека је поново основана као самостална установа под називом „ЈУ Народна библиотека Бранко Радичевић Дервента“ 11. јула 1994. године и од тада, па до данас развила се у модерну библиотеку чији кљижни фонд броји 37 313 књига. Ова грађевина потиче из аустро-угарског периода и свједочи о прошлости овог краја а својим ентеријером и екстеријером задовољава потребе модерне библиотеке и музејске дјелатности које су у њој одвијају. Међутим, због дотрајалости објекта услиједило је реновирање зграде библиотеке, које је завршено 2009. године. Народна библиотека Бранко Радичевић је од маја мјесеца 2010. године почела са радом у двије смјене тако да је за читаоце отворена сваким радним даном од 7 до 18 часова. Библиотечка дјелатност је основна дјелатност која се одвија у приземљу зграде на 320 метара квадратних.
У Народну библиотеку Бранко Радичевић се током 2010. године уписало 1705 читалаца што је за 657 читалаца више у односу на 2009. годину, а, чак, за 722 читаоца више у односу на 2008. годину. Такође, у 2010. години књижни фонд библиотеке обновљен је са укупно 454 наслова. Исте године забиљежен је рекордан броја посјета читалаца, што је још један рекорд у послијератном раду ове установе. Народна библиотека је по први пут додијелила захвалнице својим најредовним читаоцима. Најредовнији читалац Одјељења за одрасле читаоце у 2010. години је био Славко Марчетић, а на дјечијем одјељењу Катарина Лукановић.
Брига о читаоцима свих узраста са различитим потребама и интерасовањима а нарочито брига о најмлађим читаоцима у виду књижевних, језичких и других радионица, приближила је Библиотеку корисницима свих узраста, тако да је поред испуњавања основних функција делатности Библиотека успоставила много ширу и садржајнију делатност.

## Организација
Основне организационе јединице Библиотеке су:
- Служба општих послова
- одјељење за одрасле читаоце
- одјељење за дјецу
- општа читаоница
- реферат Завичајне збирке

Одјељење за одрасле читаоце смјештено је на површини од 114 м2. Књижни фонд Одјељења за одрасле читаоце у чијем су саставу општа и студијска читаоница се састоји од 30 119 публикација које су намијењене читаоцима различите животне доби старријих од 14 година. Одјељење за одрасле је највеће одјељење у библиотеци, како по броју књига, тако и по броју корисника. Читаоцима овог одјељења осим белетристике свакодневно је доступна и стручна литература из разних области како природних, тако и друштвених наука. У последњих неколико година број читалаца овог одјељења се значајно повећавао тако да оно годишње упише око 600 читалаца међу којима су најбројнији ученици средњих школа и студенти, те радници и пензионери.
Књижни фонд се редовно обнавља не само куповином него и честим поклонима суграђана као и неких других институција. Приликом куповине нових наслова велика пажња се посвећује жељама и потребама читалаца. Такође, услуге одјељења за одрсле модернизовала су и употпунила три рачунара са сталним приступом интернету тако да ученици и студенти, али и старији читаоци све више своје слободно вријеме проводе у Библиотеци.
Дјечије одјељење ЈУ Народна библиотека „Бранко Радичевић“ пружа услуге читаоцима до 14 година. Рад са дјецом првенствено има за циљ да ту групу корисника оспособи за самостални избор књига и да код њих развије сопствени читалачки укус, јер се читалачка публика обликује још од најранијег дјетињства гдје се млади читалац, преко дјечијег одјељења, као прве станице, полако уводи у свијет озбиљне књижевности. Одјељење за дјецу Народне библиотеке у Дервенти смјештено је на простору чија површина износи 50 метара квадратних. Књижни фонд овог Одјељења састоји се од 6925 књиге које су својим садржајем прилагођени том узрасту.
Фонд овог одјељења је разноврстан, одабран и распоређен према узрасту и потребама дјеце од сликовница до белетристрике и популарно научне литературе. Приступ фонду је слободан. У склопу одјељења за дјецу је и читаоница, а дјеци су на располагању и два рачунара са интернет везом.
Оно што је интересантно за ову библиотеку, а односи се на дјечије одјељење, јесу постојање Конкурса за израду ликовних и литералних радова на тему „Мама волим те“, која се организује поводом 8. марта. Други значајан догађај је и такмичење Основних школа у рецитацији које такође привлачи велику пажњу.
Реновирањем и почетком рада 2010. године почела је са радом и играоница, коју је у периоду од годину дана користило 100 малишана. За кориснике ових играоница организована је и позоришну представу Рибар и златна рибица коју је извело позориште Пир из Лакташа, а на крају године и позоришну представу са Дједом Мразом који је дјеци подијелио новогодишње пакетиће.
У току реализације активности у креативној радионици јавила се потреба да се овакав садржај прилагоди дјеци школског узраста, па је Библиотека у склопу пројекта Култура за боље сутра који реализује са Удружењем грађана Биос плус из Дервенте организовала креативне радионице под називом „Маштовница. Овај садржај је корисницима пружио могућност да кроз читање бајке, припрему сценографије и драматизацију текста бајки науче да се креативно изражавају на више поља стваралаштва. Ова активност обухватила је 200 корисника из категорије дјеце до 10 година старости у коју су била укључена и дјеца са посебним потребама и дјеца из реда мањинских заједница.
Реферат завичајне збирке је мјесто гдје читаоци могу наћи општинске службене гласнике, фотографије старе Дервенте, све бројеве Дервентског листа и осталу грађу која свједочи о историји града и људи који су својим ликом и дјелом оставили траг у прошлости Дервенте. Библиотечка грађа разврстана је на следеће цјелине:
- Фонд монографских публикација завичајног карактера
- Серијске публикације завичајног карактера
- Ефемерну грађу која има велику историјску и културолошку вриједност
- Исјечке из штампе који се односе на културу и образовање наше општине
- Љетопис библиотеке
- Стару и ријетку књигу[4]